# Ho Xuan Huong

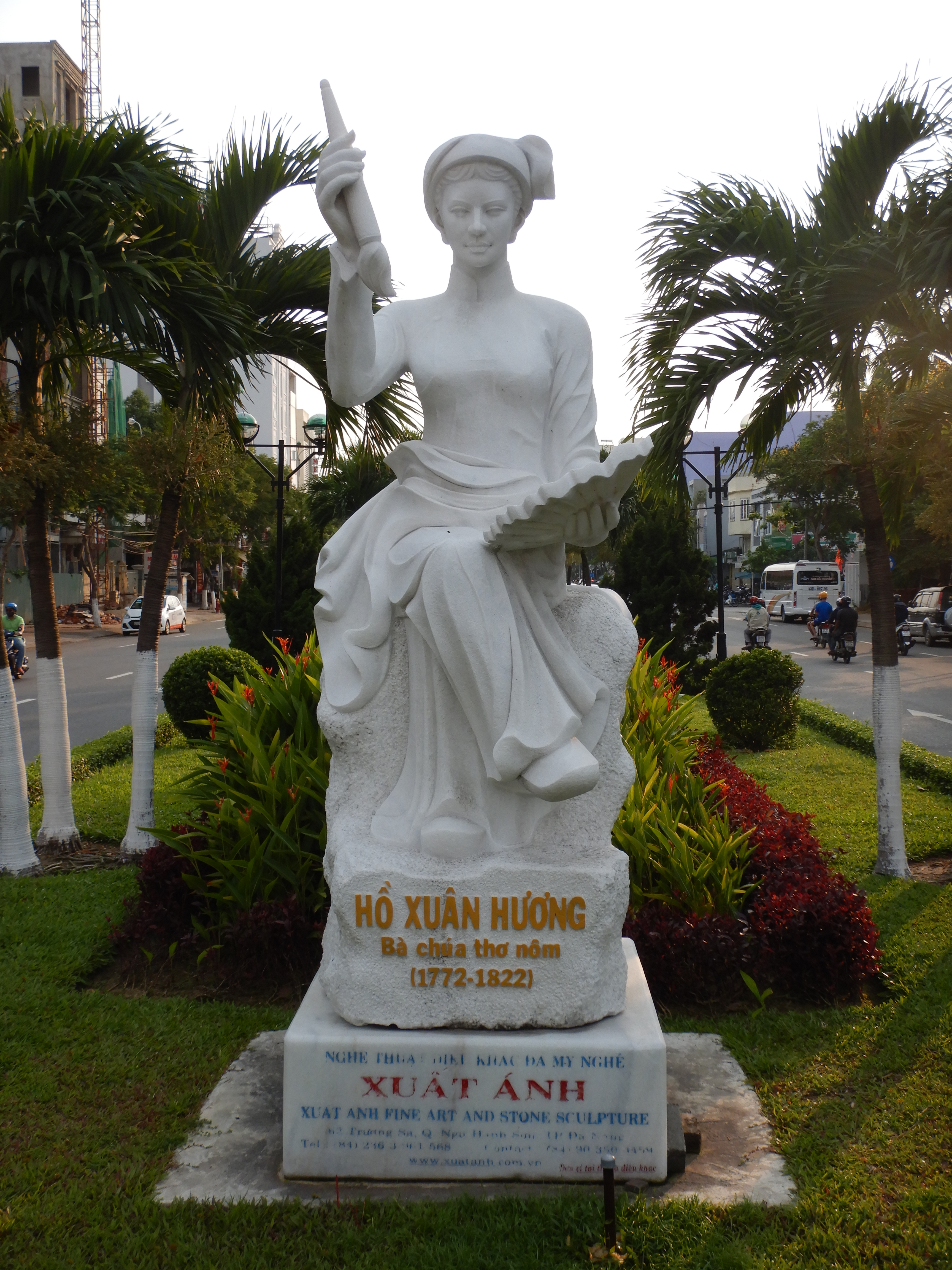
Hồ Xuân Hương

Ho Xuan Huong (胡春香, pinyin: Hú Chūnxiāng; n. 1772, Vietnam – d. 1822, Hà Nội, Vietnam) a fost o poetă vietnameză în chữ nôm născută la sfârșitul dinastiei Lê chữ nôm. Este considerată una dintre figurile cele mai importante din Vietnam.
Întâmplările din viața ei sunt dificil de clarificat. Fiind o cuncubină într-o societate confucianistă, munca ei i-a arătat să fie o femeie de minte independentă care se opunea normelor sociale cu ajutorul comentariilor politice și cu ajutorul umorului. Poemele ei sunt in general de mică importanță și sunt pline de dublu sens, dar se consideră erudite. Dorința de a scrie în nôm în loc de chineză tradițională a contribuit să o facă faimoasă în secolul XVIII.